# ウズベキスタンの教育
本項目では、ウズベキスタンの教育について概説する。

## 概要
ウズベキスタンでは初等教育と中等教育は合計12年間であり、7歳から学校に通うことになる。この12年間の教育課程は4年制の小学校と5年制と3年制、2種類の中等教育学校からなっており、中等教育課程までが義務教育となっている。学校は小学校・中学校が9月から5月までの4学期制、高等学校が9月から6月までの2学期制となっている。また、高等学校には大学への進学を目指すリツェイ (一般高等学校) と、就職のため専門技術を身につけるカレッジ (職業専門学校) の２つが存在する。初等・中等教育過程における進学率は高いものの、都市部では進学率が高い一方で地方ではさほど進学率が高いとはいえない。就学前教育施設への通学人数はウズベキスタンが独立した1991年以降急激に減少しており、2012年時点で26％となっている。
公式政府の発表によると、ウズベキスタン国内の識字率は100％である。しかし、ソビエト連邦崩壊後の時代において、教育水準は次第に低下している。教育に対する投資や設備は十分ではなく、若年層の人口増加に対応した教育政策が行われているとは言い難い。1992年から2004年までの間に、ウズベキスタン政府は教育に配分する国家予算を国内総生産 (GDP) 全体の12％から6.3％にまで削っている。2006年にはこの数値は8.1％に持ち直した。大学など高等教育課程の生徒への支援継続という政府の方針から、教育支援体制の不足は初等教育・中等教育課程において顕著であり、日本を始めとする各国による支援が行われている。しかし、大学へと進学し成功を修めるためには賄賂が必要な状況も多く見られる。
1992年から2001年までの間に、大学への進学率は国内の18歳人口全体の19％から6.4％にまで低下した。ウズベキスタンに63ある高等教育機関の内設備の大きい上位3校はそれぞれタシュケント、サマルカンド、ヌクスにあり、すべて国立大学である。1990年代前半にイスラム原理主義 (ワッハーブ派)の学校創設が政府による弾圧を受けて以降、私立学校の創設は禁止されている。しかし、1999年、政府による支援を受けたタシュケント・イスラム大学がイスラム教に関する高等教育を行う大学として創設されている。
2002年、イギリスのウェストミンスター大学とウズベキスタン大統領財団 (UMID)の提携によりウェストミンスター国際大学タシュケント校が 創設された。
2007年、ウズベキスタン銀行協会 (UBA) はシンガポール経営開発研究所 (Management Development Institute of Singapore, MDIS)と提携し、タシュケントにMDIST (MDIS Tashkent)大学を設立した。現在、MDISTがウズベキスタン国内最難関の大学となっている。